# Teseney
Teseney es una localidad de Eritrea,en la región de Gash-Barka.

## Demografía
Según estimación 2010 contaba con 4650 habitantes.